# Svetlana Vanyo
Svetlana Gennadyevna Vanyo (russe : Светлана Геннадьевна Ваньё), née Svetlana Gennadyevna Pozdeyeva (russe : Светлана Геннадьевна Поздеева) le 20 mai 1977 à Kouïbychev, est une nageuse russe.

## Carrière
Aux Championnats d'Europe de natation 1993, Svetlana Pozdeyeva est médaillée d'argent du relais 4x100 mètres quatre nages. Aux Championnats du monde de natation 1994, elle remporte la médaille de bronze de ce même relais.
Elle dispute les Jeux olympiques d'été de 1996 à Atlanta sans remporter de médaille. Aux Championnats d'Europe de natation 1997, elle obtient une médaille d'argent lors du relais 4x100 mètres quatre nages.